# ティモシー・チャンドラー
ティモシー・チャンドラー（Timothy "Timmy" Chandler, 1990年3月29日 - ）は、西ドイツ（現ドイツ）・フランクフルト出身のアメリカ代表のサッカー選手。ポジションは、右サイドバック及び右サイドハーフ。ブンデスリーガのアイントラハト・フランクフルト所属。

## 経歴

### クラブ

#### 初期
ニューヨーク出身でドイツに駐留したアフリカ系アメリカ人の米軍兵士とドイツ人の母の下でフランクフルトに生まれたチャンドラーは、ニューヨークで3年間暮らしていたが、両親が離婚したために母とフランクフルトへ戻り、シュポルトフラインデ・オーベラウ（Sportfreunde Oberau）でキャリアを開始した。11歳の時から9年に渡ってアイントラハト・フランクフルトの下部組織に在籍し、最終的に4部南部/南東部を戦うU-23チームでプレーしていたが、トップチームを率いるミヒャエル・スキッベ監督はチャンドラーの一貫性のないパフォーマンスから引き上げる動きを見せなかった。そのため、昇格の可能性がないと感じたチャンドラーは2010年に契約を解消した。

#### ニュルンベルク
チャンドラーは、自由契約選手となったチャンドラーに対して1.FCニュルンベルクのリザーブ監督が接触してきた際に若手選手に多くの機会を与えているのを見ていたため、同クラブと2010年夏に1年契約を締結することを決意し、その3ヶ月後にトップチームへ昇格を果たす。10月8日のSKシグマ・オロモウツとの練習試合で初めてトップチームの試合に起用された後、11月20日の1.FCカイザースラウテルン戦を以って右サイドバックの選手を2人失ったことで次のマインツ05戦での出場の見込みがあったが、ユーリ・ユート（de）が負傷から回復したことでデビューはお流れとなった。2010-11シーズンの冬の中断期間に行われたトルコ合宿に帯同すると、2011年1月15日のボルシア・メンヒェングラートバッハ戦で初ベンチ入りを果たし、その4日後のキッカーズ・オッフェンバッハとのDFBポカールでデビューを果たす。22日のSCフライブルク戦でリーグ戦初出場を飾ると、右サイドハーフとして初先発した2月12日のVfBシュトゥットガルト戦でユリアン・シーバーのクロスから初得点を挙げた。シーズン終了までにプロ1季目ながら、右サイドバックのレギュラーとして冬の17試合中14試合に出場し、3月にはクラブと契約を2013年まで延長した。
2011年7月30日のDFBポカール1回戦アルミニア・ビーレフェルト（5-1）相手にマルクス・フォイルナーの同点弾をアシストした試合で2011-12シーズン公式戦初出場を飾り、それから1週間後の8月6日のヘルタ・ベルリン戦（0-1）でリーグ戦初出場にして90分フル出場した。リーグ戦8節目となる11月26日の1.FCカイザースラウテルン戦（1-0）では、サイドから中央へドリブル突破から同シーズン唯一となる得点を挙げてチームのシーズン初勝利に貢献した一方、2週間後の12月10日のTSG1899ホッフェンハイム戦（0-2）でセヤド・サリホヴィッチに対してのファールでレッドカードを提示され退場となり、1人少なくなったチームは苦しみヴェダド・イビシェヴィッチに2得点を許した。さらに、21日のDFBポカール3回戦のSpVggグロイター・フュルトとのフランケン地方ダービーでは、不慣れな左サイドバックでの起用だったこともあって弱点となってしまい、チームは敗退するという悪い状況にもなっていた。
2012年4月11日のシャルケ04戦（4-0）でダニエル・ディダヴィの得点によってシーズン2度目のアシストを記録。同シーズンに出場した最後の試合にして出場30試合中先発29試合目となった4月28日のホッフェンハイム戦で3-2の勝利に貢献し、1発退場して敗北した前回対戦のリベンジを果たすことに成功した。主力の1人として活躍していたことから、ハリド・ブラールズの後釜として考えていたシュトゥットガルトを含めて数クラブから関心を寄せられていたが、シーズン終盤の4月にクラブと2015年まで延長することを決定した。
2012-13シーズンは、2012年8月19日のDFBポカール1回戦で4部西部のTSVハベルセ（en）相手に不覚を取って屈辱の敗北を喫する（2-3）不安なスタートを切ったが、最終的に昨季と同位置の10位でシーズンを終了した。チャンドラー個人としては、9月26日のハノーファー96戦（1-4）でシーズン初得点を挙げ、シーズン途中にディーター・ヘッキング（en）監督からミヒャエル・ビージンガー（en）監督に交代後も同様に主力の1人としてプレーしていたが、5月7日の練習中に靭帯を損傷したことで残り2試合を残して離脱することが決定。偶然にも昨季と同じく出場30試合中先発29試合1得点となった。
2013-14シーズンのリーグ戦第2節目ヘルタ・ベルリン戦で負傷から復帰し、8月24日のバイエルン・ミュンヘン戦でニュルンベルクでの通算100試合目を達成。以後、右サイドバックの主力の1人としてプレーしていたが、2月8日のバイエルン戦中に左膝の外側半月板を損傷したことで最大10週間の欠場となった。

### 代表
2007年1月にドイツU-17代表に招集されていたが、アメリカ人の父とドイツ人の母の下で生まれたことでアメリカ代表とドイツ代表のどちらかで出場する資格があったため、2011年1月になるとアメリカ代表でのプレーに興味を示した結果、3月16日にパラグアイとアルゼンチンとの親善試合に向けてアメリカ代表のメンバー24人の招集リスト入りをし、3月26日のアルゼンチン戦（1-1）でジョナサン・スペクターに代わって後半頭からアメリカ代表として初出場を飾った。29日のパラグアイ戦では先発出場をしている。しかし、今後もアメリカ代表としてプレーしていくかどうか悩んでいたため、2012年5月15日にユルゲン・クリンスマン監督から親善試合と2014 FIFAワールドカップ・北中米カリブ海予選へ向けた合宿へ招集されていたものの、参加を辞退する騒動を起こした。この騒動に対してチャンドラーの所属クラブであるニュルンベルのスポーツディレクターマーティン・ベイダーは、ドイツへの移行を示唆していたものの、最終的に11月なると、アメリカ代表としての決意が出来たためにロシア戦へ向けた招集を受けた。
それまでに出場した全試合が親善試合だったため、ドイツ代表でのプレーの可能性が残されていたが、FIFA主催大会の公式戦である2013年2月6日の2014 FIFAワールドカップ・北中米カリブ海予選ホンジュラス戦に出場したことで本格的にドイツに別れを告げた。しかし、5月にクラブで負傷したことにより翌月に行われる同予選のジャマイカ、パナマ、ホンジュラス戦の3試合への出場が危ぶまれると、その後、負傷から復帰してクラブで主力として活躍を示し、また、右サイドバック1番手のスティーブ・チェルンドロの負傷する事態があったものの招集リストから除外されたことでクリンスマン監督の構想外となったと報じられた。そのため、代表への扉が閉ざされたかに思われたが、2014年2月4日にussoccer.com上で行われた質疑応答の中でクリンスマン監督から「この半年間に渡って一貫性のある良い仕事をしている」と言及されたことで代表復帰に迫っていた。しかし、8日にクラブでの試合中に負傷してしまい代表復帰のチャンスを逃した。
2015年7月3日のグアテマラとの親善試合で代表初得点を挙げた。

## 代表歴

### 出場大会
- アメリカ代表
  - 2014 FIFAワールドカップ

### 試合数
- 国際Aマッチ 29試合 1得点（2011年-2016年）[37]

| アメリカ代表 | 国際Aマッチ | 国際Aマッチ |
| 年           | 出場        | 得点        |
| ------------ | ----------- | ----------- |
| 2011         | 8           | 0           |
| 2012         | 1           | 0           |
| 2013         | 1           | 0           |
| 2014         | 7           | 0           |
| 2015         | 9           | 1           |
| 2016         | 3           | 0           |
| 通算         | 29          | 1           |

## タイトル
アイントラハト・フランクフルト
- DFBポカール : 2017-18